# أندرونيكوس الثاني باليولوج

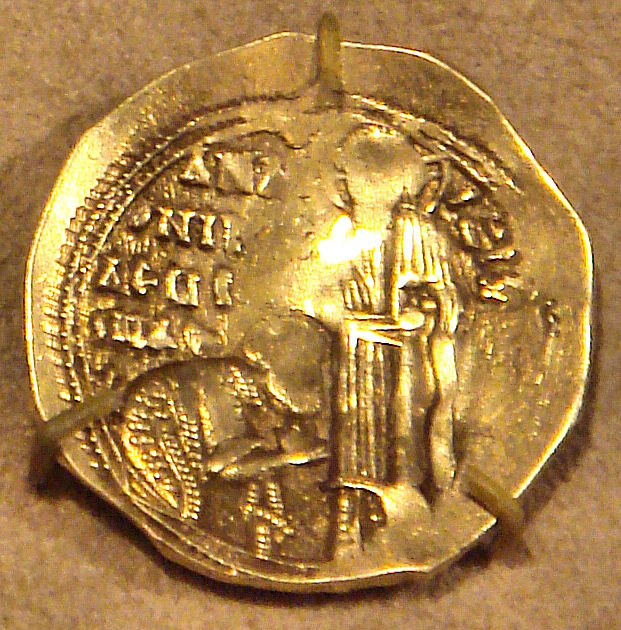
عملة ذهبية بيزنطية ويظهر النقش أندرونيكوس الثاني راكعا أمام المسيح.

أندرونيكوس الثاني باليولوج  (25 مارس 1259 - 13 فبراير 1332) كان إمبراطوراً بيزنطيّاً حكم من 1282 حتى سنة 1328. وهو أكبر أبناء الإمبراطور ميخائيل الثامن زوجته ثيودورا دوقاينا فاتاتزينا.  

## حياته
في سنة 1261 عينه أبوه وليا للعهد بعد استرداد القسطنطينية من اللاتين، وتوِّج إمبراطور سنة 1282 بعد وفاة والده وفور توليه العرش قام بحل الوحدة المكروهة شعبيا بين الكنيسة الأرثوذكسية[ ؟ ] والكنيسة الكاثوليكية والتي كان من معارضيها في حياة أبيه الإمبراطور الراحل. واجهت الدولة في عهده صعوبات اقتصادية كثيرة حيث انخفضت قيمة العملة البيزنطية بشكل كبير وقلَّ دخل الدولة السنوي, وقد حاول أندرونيكوس أن يحل تلك المشكلة من خلال رفع الضرائب وتقليل النفقات وقلل نسبة الإعفاء الضريبي, وقام أيضا بتفكيك الأسطول البيزنطي -وكان قد بلغ عدد سفنه 80 سفينة- وذلك توفيرا للنفقات. وبذلك اعتمدت الإمبراطورية على أساطيل البندقية وجنوة. ففي سنة 1291 قام باستئجار 50 سفينة من جنوة, وفي سنة 1320 حاول أندرونيكوس إحياء الأسطول البيزنطي بتدشينه 20 سفينة جديدة لكنه فشل لسوء الحظ في إعادة الأسطول لسابق عهده .

## تفاقم مشاكل الدولة في عهده
حاول أندرونيكوس الثاني حل كثير من مشاكل الإمبراطورية عبر الدبلوماسية، فبعد وفاة زوجته الأولى تزوج من يولاندا دي مونتفيرات وبزواجه منها وضع حدا لمطالبة آل مونتفيرات بعرش مملكة سالونيك. بل وحاول أن يزوج إبنه وولي عهده ميخائيل التاسع باليولوج للإمبرطورة اللاتينية كاثرين دي كورتينييه لوقف تحريض اللاتين في أوروبا على إعادة إحياء الأمبراطورية اللاتينية في القسطنطينية. كما قام بتزويج إبنته سيمونيس من استيفان ميلوتين ملك صربيا[ ؟ ] وذلك للحيلولة دون وقوع أي نزاع حول مقدونيا.
على الرغم من نجاح أندرونيكوس الثاني في حل كثير من مشاكل الإمبراطورية في أوروبا، إلا أنه واجه انهيار الحدود البيزنطية في آسيا الصغرى, وقد اضطر إلى استئجار فرسان كتالونيا وآراجون لمساعدة الإمبراطورية في وقف تقدم العثمانيين في آسيا الصغرى خصوصاً بعد فشل إبنه ميخائيل التاسع في ذلك. فتنازعوا مع ميخائيل التاسع وانقلبوا على الإمبراطور بعد مقتل زعيمهم روجر دي فلور سنة 1305. فقاموا بتخريب تراقيا ومقدونيا[ ؟ ] وثيسالي وقاموا باحتلال دوقية أثينا في طريق عودتهم إلى دولة اللاتين باليونان. كما استمر العثمانيون في مهاجمة أراضي الإمبراطورية في آسيا الصغرى فسقطت بورصة[ ؟ ] سنة 1326. وفي نهاية حكم أندرونيكوس الثاني لم يبقَ من أملاك الإمبراطورية في شرق الأناضول غير مناطق محدودة .

## تنحيه عن العرش
وتفاقمت مشاكل الدولة باستيلاء ثيودور سفيتوسلاف قيصر بلغاريا على أجزاء كبيرة من تراقيا بعد هزيمته لميخائيل التاسع، وانتهى النزاع بزواج ثيودورا -ابنة ميخائيل- من قيصر بلغاريا. وقد حدث نزاع بين أندرونيكوس وإبنه ميخائيل كاد أن يحدث شقاقا داخل العائلة الحاكمة. وبعد وفاة ميخائيل سنة 1320 تبرأ أندرونيكوس من حفيده أندرونيكوس بن ميخائيل التاسع., فأشعل ذلك نار الحرب الأهلية التي تدخل فيها البلغار إلى جانب أندرونيكوس الحفيد. وفي سنة 1328 دخل أندرونيكوس الثالث باليولوج القسطنطينية منتصرا وأجبر جده أندرونيكوس الثاني باليولوج على التنحي, وبعد تنحيه عن العرش قضى سنوات عمره الباقية كراهب .
- يلعب أوميت بيلين في المسلسل التلفزيوني "المؤسس عثمان" الذي يتم بثه على قناة أي تي في منذ 20 نوفمبر 2019.